# Mimi Sodré
Mimi Sodré, właśc. Benjamin de Almeida Sodré (ur. 10 kwietnia 1892 w Belém, zm. 22 lutego 1982 w Rio de Janeiro) – brazylijski piłkarz grający na pozycji napastnika.

## Kariera klubowa
Mimi Sodré karierę piłkarską rozpoczął w 1908 roku w klubie Botafogo FR, w którym grał w latach 1908–1916. W latach 1917–1921 Mimi występował w Américe Rio de Janeiro. W 1922 roku na krótko powrócił do Botafogo, po czym zakończył karierę. Największymi jego sukcesami w karierze było dwukrotne zdobycie mistrzostwa Stanu Rio de Janeiro – Campeonato Carioca w 1910 i 1912 roku oraz zdobycie tytułu króla strzelców tych rozgrywek w 1912 (12 goli) i 1913 (13 goli).

## Kariera reprezentacyjna
Mimi Sodré zadebiutował w reprezentacji Brazylii jeszcze w okresie przedoficjalnym 24 sierpnia 1913 roku przegranym 1-2 meczu z angielskim zespołem Corinthians F.C. w Rio de Janeiro. Mimi Sodre strzelił jedyną bramkę dla Brazylii w tym meczu.
Mimi Sodré wziął udział w turnieju Copa América 1916, czyli pierwszych w dziejach oficjalnych mistrzostwach kontynentalnych. Brazylia zajęła trzecie miejsce, a Mimi Sodré zagrał w ostatnim meczu – z Urugwajem, który był zarazem jego debiutem w barwach canarinhos. Drugim i ostatnim meczem w reprezentacji był zremisowany 1-1 mecz z Urugwajem 18 lipca 1916 w Montevideo, w którym Mimi Sodré zdobył jedyną swoją bramkę w barwach narodowych.